# Wulka (rzeźbiarz)

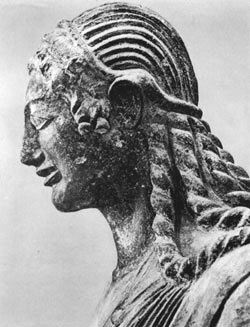
Apollo z Wejów, detal

Wulka, Vulca (VI w. p.n.e.) – jedyny znany z imienia artysta etruski, słynny rzeźbiarz, główny przedstawiciel szkoły rzeźbiarskiej w Wejach. Żył w VI w. p.n.e.
Przypisuje mu się m.in.
- rzeźbę terakotową Jowisza, czczoną na rzymskim Kapitolu w świątyni zbudowanej przez Tarkwinusza Pysznego, ostatniego króla Rzymu (543–509 p.n.e.);
- czterokonny rydwan, tzw. kwadryga, umieszczony na dachu świątyni Jowisza na rzymskim  wzgórzu Kapitol;
- posągi akroterionu świątyni Minerwy, Portonaccio (obecnie w Narodowym Muzeum Etruskim w Rzymie), naturalnych rozmiarów przedstawienie rzadkiego mitu walki Heraklesa z Apollinem o łanię kerynejską, w tym terakotowy posąg znany jako Apollo z Wejów (ok. 520–550 p.n.e.).

Zachowane figury z terakoty pochodzące ze szkoły Vulci i odnalezione w ruinach Wejów są przechowywane w Narodowym Muzeum Etruskim w Rzymie.